# لوتار مایستر
لوتار مایستر (انگلیسی: Lothar Meister؛ زادهٔ ۲۶ ژانویهٔ ۱۹۳۱) دوچرخه‌سوار اهل آلمان است.
وی در مسابقات کشوری و بین‌المللی در مجموع برندهٔ ۱ مدال طلا، ۱ مدال برنز شده‌است.